# Бюджетне обмеження
У теорії споживання бюджетне обмеження показує які набори товарів та послуг (споживчі набори) може придбати споживач, маючи певну суму (бюджет) при заданих цінах. Бюджетне обмеження є, поряд із відношенням переваги, базовим поняттям при формальній постановці задачі максималізації корисності (задачі про вибір споживача)
У випадку двох товарів, бюджетне обмеження представляється графічно за допомогою бюджетної лінії (лінії бюджету, лінії бюджетного обмеження), що містить всі споживчі набори, які коштують рівно бюджет споживача.

## Випадок довільної кількості товарів
Нехай споживач вибирає споживчий набір складений з {\displaystyle n\,} товарів, кількості яких позначимо {\displaystyle x_{i}\,}, а ціни товарів {\displaystyle p_{i}\,}, {\displaystyle i=1,\dots ,n.\,} Бюджетом споживача {\displaystyle \,w\,} називається сума, яку він може видати на ці товари. Бюджетне обмеження — це нерівність 
{\displaystyle (1)\qquad \qquad \sum _{i=1}^{n}p_{i}x_{i}\leq w.}
Множину всіх наборів {\displaystyle x=(x_{1},x_{2},...,x_{n})\,\!}, які задовільняють цій нерівності та належать до простору товарів називають бюджетною множиною.

## Випадок двох товарів. Бюджетна лінія

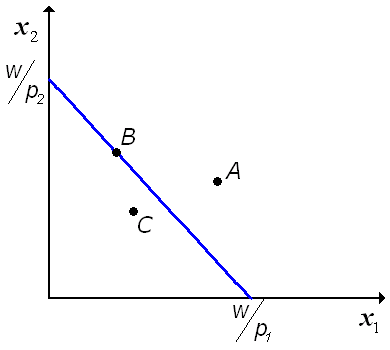
Бюджетна лінія

Випадок двох товарів дозволяє проілюструвати розв'язування задачі максималізації корисності графічно і, одночасно, виявити більшість властивостей розв'язку цієї задачі в загальному випадку. Ліва сторона нерівності (1) скорочується до двох доданків:
{\displaystyle \qquad \qquad p_{1}x_{1}+p_{2}x_{2}\leq w.\,}
Бюджетною множиною є трикутник утворений осями та прямою
{\displaystyle (2)\qquad \qquad p_{1}x_{1}+p_{2}x_{2}=w.\,}
Точка {\displaystyle A\,} на рисунку не належить до бюджетної множини, тобто, споживач не може купити відповідного набору. Набори {\displaystyle B\,} та {\displaystyle C\,} є досяжні для користувача, причому, на набір {\displaystyle B\,} він видасть увесь свій бюджет.
Відрізок прямої (2), що знаходиться між осями (на рисунку синій колір), називається бюджетною лінією. Бюджетна лінія містить усі комбінації товарів, на які споживач мусить видати весь свій бюджет. На приклад, точка перетину з віссю {\displaystyle x_{1}\,} означає, що користувач на весь бюджет купив {\displaystyle w/p_{1}\,} одиниць першого товару. Пересуваючись лінією бюджету вгору-вліво зменшуємо кількість першого товару та збільшуємо другого.

### Властивості бюджетної лінії
Рівняння (2) можна записати у вигляді
{\displaystyle (2a)\qquad \qquad x_{2}={\frac {w}{p_{2}}}-{\frac {p_{1}}{p_{2}}}x_{1}.\,}
Коефіцієнт {\displaystyle -{\frac {p_{1}}{p_{2}}}\,} визначає нахил бюджетної лінії — більшим абсолютним значенням цього коефіцієнта відповідає більш стрімка бюджетна лінія. Водночас, цей коефіцієнт має просту економічну інтепретацію: відношення цін {\displaystyle -{\frac {p_{1}}{p_{2}}}\,} є відношенням, згідно з яким на ринку вимінюються два товари.
Фактори, що впливають на бюджетну лінію:
- зміна бюджету споживача. При збільшенні бюджету бюджетна лінія переміщується паралельно вгору-вправо, що викликає збільшення бюджетної множини, тобто, збільшення споживчих можливостей. Зменшення бюджету викликає зворотні зміни;
- зміна цін товарів. При збільшенні ціни першого товару точка перетину лінії бюджету з віссю {\displaystyle x_{1}\,} пересувається ближче до початку координат, лінія бюджету стає більш стрімкою. При збільшенні ціни другого товару точка перетину з віссю {\displaystyle x_{2}\,} пересувається донизу, лінія бюджету стає менш стрімкою.

Кожна зміна параметрів {\displaystyle w,p_{1},p_{2}\,} викликає однозначну зміну лінії бюджету, однак, кожна зміна лінії бюджету може бути результатом різних змін параметрів. Наприклад, паралельне переміщення вгору-вправо може бути не лише результатом збільшення бюджету, але й однакового (у процентах) зменшення обох цін.